# Mimosa argentinensis
Mimosa argentinensis är en ärtväxtart som beskrevs av Arturo Erhardo Erardo Burkart. Mimosa argentinensis ingår i släktet mimosor, och familjen ärtväxter.

## Underarter
Arten delas in i följande underarter:
- M. a. argentinensis
- M. a. saltensis